# سید عبدالخالق
سید عبدالخالق (به فرانسوی: Sidi Abdelkhaleq) یک شهرک در مراکش است که در استان برشید واقع شده‌است. سید عبدالخالق ۶٬۱۲۲ نفر جمعیت دارد.